# Kadri
Kadri es una variedad cultivar de ciruelo (Prunus domestica), de las denominadas ciruelas europeas.
Una variedad de ciruela criada en 1965 en el Centro de Investigación Polli Garden, Tartu, como cruce de 'Liivi Kollane Munaploom' x 'Suhkruploom'.
Las frutas de tamaño medio de forma ovoide a oblongo ovalada, comprimida a los lados, ligeramente acampanada, su epidermis con un color negruzco a violeta oscuro, y pulpa de color amarillo verdoso, consistencia media, jugosa con buen sabor agridulce picante. Tolerancia a los inviernos de Estonia es media.

## Historia
'Kadri' variedad de ciruela europea que fue obtenida antes de 1965 por los investigadores Arthur Jaama y Eevi Jaama (autoría de ambos al 50%) en el Centro de Investigación Hortícola Polli, dependiente del "Departamento de Ciencias de la Vida" de la Universidad de Tartu, siendo el resultado del cruce efectuado de 'Liivi Kollane Munaploom' como "Parental Madre" x  polen de 'Suhkruploom' como "Parental Padre". La variedad 'Liisu' también proviene del mismo cruce.
Para el nombre de la variedad, se ha utilizado la ortografía de los nombres de las variedades según las normas del idioma estonio. Kadri es el nombre de la nieta de los criadores.
En 1981, se plantó 'Kadri' como una variedad prometedora en la estación de pruebas de variedades del sur de Estonia para efectuar pruebas de comparación. En 1984, se solicitó el registro de la variedad a la Oficina de Variedades de la URSS, pero una respuesta negativa Moscú llegó el 24 de abril de 1984. Se justificó que en comparación con la variedad 'Liisu', 'Kadri' no tiene mejores cualidades, y además pertenecen al mismo grupo de variedades de similar tiempo de maduración. Durante los años siguientes, 'Kadri' se propagó y plantó en cierta medida como una "variedad no oficial". En 1998 se aceptó la solicitud de 'Kadri' (número de registro 7.K.98) para el registro en la recién independizada Estonia.

## Características
'Kadri' es un árbol de porte erguido, semi robusto, es de mediana altura. 'Kadri' es autoestéril, heredado de su padrino materno, los buenos polinizadores son 'Duke of Edinburgh', 'Ave', 'Suhkruploom' y 'Emma Lepperman'. En los inviernos más duros, el árbol es tierno y puede sufrir graves daños, pues se puede congelar hasta el nivel de la nieve) y dejar sin cosechar. Las enfermedades pueden incluir la hoja de plata. Flor blanca, que tiene un tiempo de floración que comienza a partir del 21 de abril con el 10% de floración, para el 26 de abril tiene una floración completa (80%), y para el 3 de mayo tiene un 90% de caída de pétalos.
'Kadri' tiene una talla de tamaño medio de 22 a 33 g, la forma es ovoide a oblongo ovalada, comprimida a los lados, ligeramente acampanada, su epidermis con un color negruzco a violeta oscuro. Presenta muchas manchas de "Russetting"-"Ruginoso" no muy grandes, la sutura se puede ver como una línea, con manchas y puntos rojo a violeta más grandes o más pequeños, con pruina abundante; pedúnculo de longitud mediano, fuerte; pulpa de color amarillo verdoso, consistencia media, jugosa con buen sabor agridulce picante. En seguimiento como promedio de seis años de análisis realizados por el laboratorio químico de Polli, los azúcares en la pulpa fueron 10,4%, los ácidos 1,48% y Vitamina C 12 m%. (Jaama, A. y E., 1990).
Hueso no adherente, con una superficie rugosa y extremos y formas romos, siendo el 4,7% del peso del fruto.
Su tiempo de recogida de cosecha es a mediados de agosto, incluso el primero de agosto en un verano cálido y soleado.

## Usos
Se usa comúnmente como postre fresco de mesa buena ciruela de postre de fines de verano.